# Toni Hiebeler
Anton („Toni“) Wolfgang Hiebeler (* 5. März 1930 Schwarzach, Vorarlberg; † 2. November 1984 bei Jesenice, Slowenien) war ein österreichischer Bergsteiger, Publizist mehrerer Alpin-Bücher, Zeitschriftenherausgeber und Alpin-Fotograf.

## Leben
Am 28. und 29. Juli 1949 gelang Toni Hiebeler gemeinsam mit Franz Bachmann die Erstbegehung im Schwierigkeitsgrad VI der Direkten Südwestwand an der Sulzfluh im Rätikon. Im Jahr 1951 gelangen ihm gemeinsam mit Ulrich Wyß bzw. F. Filgertshofer fünf Erstbegehungen im Schwierigkeitsgrad IV. und V. an der Pflunspitze in der Verwallgruppe. 1961 durchstieg er erstmals im Winter die Eiger-Nordwand und war 1963 Wintererstbegeher der Civetta-Nordwestwand. Insgesamt unternahm er mehr als 50 Erstbegehungen.
Bei seiner Winter-Erstbegehung der Eiger-Nordwand stellte sich heraus, dass er mit seiner Seilschaft zunächst nur bis zu einem Stollenloch der Jungfraubahn gekommen war und die Besteigung dort abbrach. Obwohl die Bergsteiger die Wand nicht in einem Zug, sondern im Februar bis zum Stollenloch und nach einem Schlechtwettereinbruch eine Woche später von diesem aus die Tour beendeten, wurde die Begehung anerkannt.
Toni Hiebeler starb mit seiner Frau Traudl bei einem Hubschrauberabsturz am Triglav in den Julischen Alpen und wurde auf dem Westfriedhof in München beigesetzt.

## Ehrungen
- 1979: Goldenes Verdienstzeichen der Republik Österreich
- 1983: Verdienstkreuz am Bande der Bundesrepublik Deutschland

## Alpinistische Leistungen (Auszug)

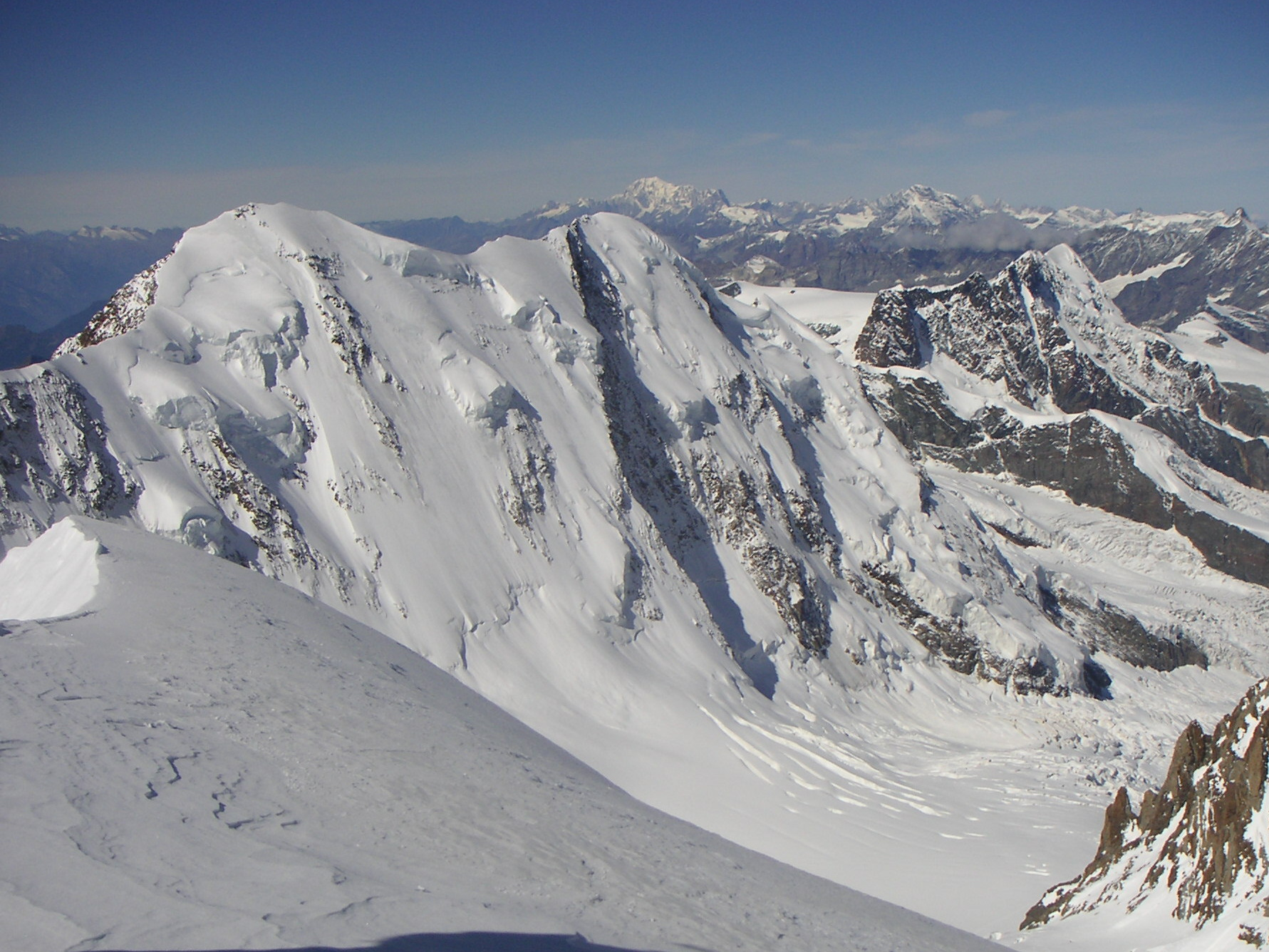
Liskamm, Nordwand

- Lyskamm Westgipfel, Erstbegehung der direkten Nordwand, 1961
- Civettanordwestwand, erste Winterbegehung, 1963
- Eiger Nordpfeiler, Erstbegehung, 1968
- Pik Lenin (Pamir), Erstbegehung der 2000 m hohen Ostwand in neun Tagen, 1969
- Mount Everest, Teilnehmer einer internationalen Expedition unter Leitung von Norman Dyhrenfurth, 1971[4]

## Werke (Auswahl)
- Die Alpen im Luftbild. Rosenheim 1990, ISBN 3-475-52649-2.
- Wo ich die Alpen am schönsten fand. Rosenheim 1984; ISBN 3-475-52442-2.
- Alpen - Lexikon. Mosaik-Verlag, München 1983, ISBN 3-570-06943-5.
- Die schönsten Wanderrouten der Alpen. Mosaik Verlag, München 1980, ISBN 3-570-00805-3.
- Zugspitze. Von der Erstbesteigung bis heute. Mosaik Verlag, München 1979, ISBN 3-570-00651-4.
- Eigerwand. Von der Erstbesteigung bis heute. München 1978, ISBN 3-442-11163-3.
- Matterhorn. Von der Erstbesteigung bis heute. Bertelsmann Lexikon-Verlag, Gütersloh, Berlin 1976, ISBN 3-570-01677-3.
- SOS in Fels und Eis. Abenteuer und Abenteurer am Berg, Triumphe und Tragödien. Loewes Verlag Ferdinand Carl, Bayreuth 1973, ISBN 3-7855-1663-0.